# Coppa del mondo di tuffi 2021 - Trampolino 3 metri femminile
Il concorso dei tuffi dal trampolino 3 metri femminile della Coppa del mondo di tuffi 2021 si è svolto il 3 e 4 maggio 2021 al Tokyo Aquatics Centre in Giappone.
La competizione è stata valida per la qualificazione ai Giochi olimpici estivi di Tokyo 2021.

## Programma
| Data          | Ora   | Evento      |
| ------------- | ----- | ----------- |
| 3 maggio 2021 | 9:00  | Preliminare |
| 3 maggio 2021 | 16:45 | Semifinale  |
| 4 maggio 2021 | 16:00 | Finale      |

## Risultati
Le tuffatrici contrassegnate dal grassetto si sono qualificate per le Olimpiadi (finora) tramite questo risultato. Le tuffatrici classificate nei primi 18 posti non in grassetto hanno ottenuto la qualificazione in un'altra manifestazione o la loro nazione ha già raggiunto l'assegnazione massima di posti olimpici.
| Class   | Tuffatrice           | Nazione       | Preliminare | Preliminare | Semifinale      | Semifinale      | Finale          | Finale          |
| Class   | Tuffatrice           | Nazione       | Punti       | Class       | Punti           | Class           | Punti           | Class           |
| ------- | -------------------- | ------------- | ----------- | ----------- | --------------- | --------------- | --------------- | --------------- |
| Oro     | Chen Yiwen           | Cina          | 346.15      | 2           | 385.10          | 1               | 383.55          | 1               |
| Argento | Sarah Bacon          | Stati Uniti   | 334.00      | 3           | 344.50          | 2               | 348.75          | 2               |
| Bronzo  | Chang Yani           | Cina          | 350.50      | 1           | 287.40          | 10              | 344.40          | 3               |
| 4       | Aranza Vázquez       | Messico       | 309.45      | 5           | 330.75          | 4               | 327.60          | 4               |
| 5       | Jennifer Abel        | Canada        | 317.10      | 4           | 335.40          | 3               | 316.05          | 5               |
| 6       | Sayaka Mikami        | Giappone      | 298.75      | 7           | 294.60          | 5               | 307.20          | 6               |
| 7       | Scarlett Mew Jensen  | Gran Bretagna | 285.65      | 12          | 290.00          | 7               | 304.95          | 7               |
| 8       | Haruka Enomoto       | Giappone      | 294.45      | 9           | 291.60          | 6               | 299.10          | 8               |
| 9       | Anna Pysmenska       | Ucraina       | 297.45      | 8           | 282.35          | 12              | 288.45          | 9               |
| 10      | Michelle Heimberg    | Svizzera      | 289.35      | 11          | 286.65          | 11              | 283.75          | 10              |
| 11      | Ng Yan Yee           | Malaysia      | 275.10      | 14          | 288.30          | 8               | 271.20          | 11              |
| 12      | Samantha Pickens     | Stati Uniti   | 298.90      | 6           | 288.30          | 8               | 255.00          | 12              |
| 13      | Kim Su-ji            | Corea del Sud | 272.10      | 18          | 282.00          | 13              | Non qualificati | Non qualificati |
| 14      | Nur Dhabitah Sabri   | Malaysia      | 279.50      | 13          | 277.25          | 14              | Non qualificati | Non qualificati |
| 15      | Julia Vincent        | Sudafrica     | 273.30      | 17          | 270.00          | 15              | Non qualificati | Non qualificati |
| 16      | Maria Papworth       | Gran Bretagna | 274.60      | 15          | 268.35          | 16              | Non qualificati | Non qualificati |
| 17      | Emma Gullstrand      | Svezia        | 294.25      | 10          | 261.50          | 17              | Non qualificati | Non qualificati |
| 18      | Luana Lira           | Brasile       | 274.40      | 16          | 233.80          | 18              | Non qualificati | Non qualificati |
| 19      | Alena Khamulkina     | Bielorussia   | 271.80      | 19          | Non qualificati | Non qualificati | Non qualificati | Non qualificati |
| 20      | Mariia Poliakova     | Russia        | 271.55      | 20          | Non qualificati | Non qualificati | Non qualificati | Non qualificati |
| 21      | Pamela Ware          | Canada        | 269.30      | 21          | Non qualificati | Non qualificati | Non qualificati | Non qualificati |
| 22      | Anna Arnautova       | Ucraina       | 266.40      | 22          | Non qualificati | Non qualificati | Non qualificati | Non qualificati |
| 23      | Diana Pineda         | Colombia      | 266.15      | 23          | Non qualificati | Non qualificati | Non qualificati | Non qualificati |
| 24      | Inge Jansen          | Paesi Bassi   | 265.95      | 24          | Non qualificati | Non qualificati | Non qualificati | Non qualificati |
| 25      | Emilia Nilsson Garip | Svezia        | 250.55      | 25          | Non qualificati | Non qualificati | Non qualificati | Non qualificati |
| 26      | Elizaveta Kuzina     | Russia        | 249.30      | 26          | Non qualificati | Non qualificati | Non qualificati | Non qualificati |
| 27      | Elizabeth Pérez      | Venezuela     | 246.70      | 27          | Non qualificati | Non qualificati | Non qualificati | Non qualificati |
| 28      | Elena Bertocchi      | Italia        | 246.00      | 28          | Non qualificati | Non qualificati | Non qualificati | Non qualificati |
| 29      | Chiara Pellacani     | Italia        | 244.70      | 29          | Non qualificati | Non qualificati | Non qualificati | Non qualificati |
| 30      | Valeria Antolino     | Spagna        | 244.55      | 30          | Non qualificati | Non qualificati | Non qualificati | Non qualificati |
| 31      | Clare Cryan          | Irlanda       | 242.90      | 31          | Non qualificati | Non qualificati | Non qualificati | Non qualificati |
| 32      | Rocío Velázquez      | Spagna        | 242.50      | 32          | Non qualificati | Non qualificati | Non qualificati | Non qualificati |
| 33      | Viviana Uribe        | Colombia      | 241.70      | 33          | Non qualificati | Non qualificati | Non qualificati | Non qualificati |
| 34      | Micaela Bouter       | Sudafrica     | 241.25      | 34          | Non qualificati | Non qualificati | Non qualificati | Non qualificati |
| 35      | Marcela Marić        | Croazia       | 241.10      | 35          | Non qualificati | Non qualificati | Non qualificati | Non qualificati |
| 36      | Anne Tuxen           | Norvegia      | 240.35      | 36          | Non qualificati | Non qualificati | Non qualificati | Non qualificati |
| 37      | Cho Eun-bi           | Corea del Sud | 239.60      | 37          | Non qualificati | Non qualificati | Non qualificati | Non qualificati |
| 38      | Lena Hentschel       | Germania      | 233.40      | 38          | Non qualificati | Non qualificati | Non qualificati | Non qualificati |
| 39      | Fong Kay Yian        | Singapore     | 232.55      | 39          | Non qualificati | Non qualificati | Non qualificati | Non qualificati |
| 40      | Saskia Oettinghaus   | Germania      | 231.05      | 40          | Non qualificati | Non qualificati | Non qualificati | Non qualificati |
| 41      | Jessica Favre        | Svizzera      | 220.35      | 41          | Non qualificati | Non qualificati | Non qualificati | Non qualificati |
| 42      | Anna dos Santos      | Brasile       | 219.20      | 42          | Non qualificati | Non qualificati | Non qualificati | Non qualificati |
| 43      | Alison Maillard      | Cile          | 214.45      | 43          | Non qualificati | Non qualificati | Non qualificati | Non qualificati |
| 44      | Helle Tuxen          | Norvegia      | 210.60      | 44          | Non qualificati | Non qualificati | Non qualificati | Non qualificati |
| 45      | Maha Eissa           | Egitto        | 195.20      | 45          | Non qualificati | Non qualificati | Non qualificati | Non qualificati |
| 46      | Kaja Skrzek          | Polonia       | 193.85      | 46          | Non qualificati | Non qualificati | Non qualificati | Non qualificati |
| 47      | Elizabeth Miclau     | Porto Rico    | 190.70      | 47          | Non qualificati | Non qualificati | Non qualificati | Non qualificati |
| 48      | Ashlee Tan           | Singapore     | 182.55      | 48          | Non qualificati | Non qualificati | Non qualificati | Non qualificati |